# Ta’anit (Mischna)
Taʿanit/תענית (dt. „Fasttag“) ist ein Traktat der Mischna in der Ordnung Moʿed (Festzeiten, Festtag).

## Name und Stellung im Seder
Die übliche Bezeichnung תענית/Fasttag findet sich in der babylonischen Texttradition der Mischna. Dagegen trägt der Traktat in der eretz-jisra'elischen Tradition den Namen תעניות/Festtage.
Der Traktat steht innerhalb der Ordnung Moed üblicherweise an neunter Stelle nach Rosch ha-Schana und vor Megilla, die beide ebenfalls vier Kapitel haben. Lediglich in der Talmudhandschrift München steht Taʿanit an elfter Stelle nach Megilla und vor Moʿed Qatan.

## Inhalt
Wie der Name des Traktates nahelegt, werden hauptsächlich Fragen zu Fasttagen behandelt. An erster Stelle hierbei stehen öffentlich ausgerufene Fasttage bei ausbleibendem Regen. Die ersten beiden Kapitel klären, wann ein Fasten ausgerufen werden soll bzw. welche Tage als Fasttage ungeeignet sind (z. B. Neumonde, Chanukka und Purim) und welche liturgischen Stücke zu rezitieren sind.
Im dritten Kapitel werden Fasttage, die aufgrund von Naturkatastrophen, Seuchen oder Kriegsgefahr ausgerufen werden, behandelt. Darin findet sich eine berühmte Anekdote über Choni den Kreiszieher.
Im vierten Kapitel werden Gedenktage wie der Tischa beAv (9. Av) oder der Schiwa Assar beTammus (17. Tammus) behandelt.
Zu Taʿanit existiert ein Tosefta-Traktat, ebenso eine Gemara im Jerusalemer bzw. palästinischen Talmud sowie im babylonischen Talmud.